# ’Round About Midnight
 ’Round About Midnight – album nagrany przez Milesa Davisa w 1955 i 1956 r. i wydany na początku 1957 roku.

## Historia i charakter albumu
Po bardzo trudnym dla Milesa Davisa początku lat 50. XX wieku, kiedy zwalczał swój narkotykowy nałóg heroinowy, rok 1954 zapoczątkował nową erę w jego życiu. Przede wszystkim był wolny od nałogu (na jakiś czas). Natychmiast też zaczął tworzyć swoje najlepsze i najważniejsze nagrania w stylu, który wkrótce zostanie nazwany hardbopem. Był wtedy związany z firmą Prestige.
W 1955 r. zdominował koncert all-star na Newport Jazz Festival swoją wersją kompozycji Theloniousa Monka "’Round Midnight". Zdobył sobie wtedy pewne, wysokie miejsce w świecie kultury popularnej.
George Avakian z firmy Columbia Records był pod takim wrażeniem występu Davisa, że natychmiast podpisał z nim kontrakt. Jego kontrakt z Prestige wygasał w 1956 r., więc Davis nagrywał i wydawał dalej płyty dla Prestige, ale równocześnie w studiach Columbii przygotowywał materiał, który zostanie wydany przez Columbię.
Jasne się stało, że musi mieć także swoją stałą grupę. Tutaj pomocny okazał się przyjaciel Davisa, perkusista Philly Joe Jones, który ściągnął do zespołu pianistę Reda Garlanda i zasugerował przyjęcie do grupy młodego, nieznanego saksofonisty Johna Coltrane’a. Pierwszym wyborem Davisa był Sonny Rollins, ale opuścił on Nowy Jork, aby zwalczyć swój narkotykowy nałóg. Drugi wybór Davisa – Cannonball Adderley – miał zobowiązania na Florydzie. Po kilku próbach z Johnem Gilmore’em Jones zaproponował Coltrane’a. Basista Paul Chambers został zarekomendowany przez Jackiego McLeana.
Quintet Milesa Davisa stał się wkrótce jednym z najsłynniejszych zespołów jazzowych.
’Round About Midnight stał się pierwszym albumem nagranym dla Columbii i jednym z serii albumów Davisa wyznaczających standardy jazzu w tym okresie.
- W zestawieniu Top Ten Reviews album zajął 1 miejsce (na 191 albumów) za rok 1955, 3 miejsce (na 1651 albumów) za lata 50. XX wieku, i miejsce 13 (na 455,808 albumów) w ogóle.

## Muzycy
Quintet
- Miles Davis – trąbka
- John Coltrane – saksofon tenorowy
- Red Garland – pianino
- Paul Chambers – kontrabas
- Philly Joe Jones – perkusja

## Spis utworów
Oryginalny album winylowy
| 1. | ’Round Midnight (T. Monk/B. Hanighen/C. Williams)         | 5:55  |
|    |                                                           |       |
| 2. | Ah-leu-cha (C. Parker)                                    | 5:53  |
|    |                                                           |       |
| 3. | All of You (C. Porter)                                    | 7:01  |
|    |                                                           |       |
| 4. | Bye Bye Blackbird (M. Dixon/R. Henderson)                 | 7:54  |
|    |                                                           |       |
| 5. | Tadd's Delight (T. Dameron)                               | 4:26  |
|    |                                                           |       |
| 6. | Dear Old Stockholm (Trad. zaaranżowana przez Stana Getza) | 7:49  |
|    |                                                           |       |
|    |                                                           | 38:58 |
|    |                                                           |       |
Wznowienie na CD
| 1. | Two Bass Hit (J. Lewis/D. Gillespie)       | 3:45  |
|    |                                            |       |
| 2. | Little Melonae (J. McLean)                 | 7:18  |
|    |                                            |       |
| 3. | Budo (B. Powell/M. Davis)                  | 4:14  |
|    |                                            |       |
| 4. | Sweet Sue, Just You (W.J. Harris/V. Young) | 3:39  |
|    |                                            |       |
|    |                                            | 18:56 |
|    |                                            |       |

## Opis płyty
Oryginał
- Producent – George Avakian
- Nagranie – (A) 26 października (2, 7, 8, 9); (B) 5 czerwca 1956 (4, 5, 6); (C) 10 października 1956 (1, 3, 10)
- Inżynier nagrywający – Frank Laico
- Studio – Columbia Studio D (A); 30th Street Studio (B, C), Nowy Jork
- Wydanie – 1957
- Czas – oryginał 37 min. 38 sek.; wznowienie 55 min. 54 sek.
- Fotografia na okładce – Mary Koner
- Firma nagraniowa – Columbia

Wznowienie
- Producent – Bob Belden i Michael Cuscuna
- Kierownik projektu – Seth Rothstein
- 24-bitowy mastering – Mark Wilder
- Studio – Sony Music Studio, Nowy Jork
- A & R ze strony Legacy – Steve Berkowitz
- Kierownik artystyczny wznowienia – Howard Fritzson
- Projekt – Randall Martin
- Fotografie we wkładce i tył okładki – Mary Koner, Aram Avakian, Dennis Stock, Don Hunstein
- Menedżer opakowania – Doug Grabowski
- Koordynacja A & R – Patti Matheny, Darren Salmieri, Kristin Kozusko
- Firma nagraniowa – Columbia/Legacy
- ©Sony Music Enterteinment Inc.
- Data – 2001

## Płyty nagrane z tym samym Kwintetem
- Miles: The New Miles Davis Quintet (1955)
- Relaxin’ with the Miles Davis Quintet (1956)
- Steamin’ with the Miles Davis Quintet (1956)
- Workin’ with the Miles Davis Quintet (1956)
- Cookin’ with the Miles Davis Quintet (1956)
- Miles Ahead (1957)